# Gisulfo I di Benevento
Gisulfo I (o Gisolfo; VII secolo – 706) è stato un duca longobardo, duca di Benevento dal 689, quando morì suo fratello Grimoaldo, alla morte.

## Biografia
Suo padre fu Romualdo I e apparteneva alla stirpe dei Gausi. Sua madre fu Theodrada (o Theuderata), figlia di Lupo del Friuli, ed esercitò la reggenza per lui durante i primi anni del regno.
Secondo Paolo Diacono, fu durante il suo regno che le reliquie di san Benedetto da Norcia e di sua sorella santa Scolastica furono portate via da Montecassino da parte dei Franchi.
Verso il 705, Gisulfo prese le città di Sora, Arpino ed  Arce. Marciò fino ad Horrea, saccheggiando e bruciando, prima di essere affrontato con doni da parte degli ambasciatori di papa Giovanni VI, che riscattarono molti dei suoi prigionieri e lo convinsero a tornare da dove era venuto, nei suoi domini. Horrea è stata identificata con Puteoli o una località al segno delle cinque miglia lungo la Via Latina.
Fu un duca energico come suo padre e suo nonno. Combatté contro re, papa ed Impero bizantino. Fu sposato con Winiperga e gli successe il figlio Romualdo II.